# رود چوروه
رود چوروه (گرجی: ჭოროხი) (به ترکی استانبولی: Çoruh) (به ارمنی: Չորոխ)، (به یونانی: Άκαμψις) رودخانه‌ای است که از کوه‌های مسجد در شمال شرقی ترکیه سرچشمه می‌گیرد و از میان شهرهای بایبورد، ایسپیر و یوسف‌علی می‌گذرد. این رور در جنوب باتومی و چند کیلومتری شمال مرز ترکیه و گرجستان به دریای سیاه می‌رسد.